# 國民革命軍第十九軍
国民革命军第十九军，是中華民國國民革命軍在1927年至1950年六次组建的一个军的番号。

## 浙江陸軍系統（1926-1927）
民國十五年（1926）下旬，因孫傳芳與國民革命軍的戰況開始有變化，浙江陸軍第一師師長陳儀委託該師參謀長葛敬恩與國民革命軍接洽，10月份在南昌與蔣中正面商輸誠，在10月22日得到國民政府派令，浙江陸軍第一師改編為國民政府第十九軍。
1926年12月底，北伐军占据杭州，孙传芳直系五省联军所属浙江陆军第1师改编为国民革命军第十九军，1927年1月初在绍兴大校场易帜。军长陈仪（原第1师师长），石铎代理军长，政治部主任杜伟。下辖：
- 第1师，师长石铎；
- 第2师，师长余宪文。

民國十六年（1927）1月，十九軍授命進攻宁海县，該區當時由福建敗逃的周荫人駐守，但孫傳芳集結了親信孟昭月之部隊與十九軍對抗，演變成大型作戰，為寧海奉化戰鬥。該戰役十九軍雖成功佔領寧海縣城，但是蒙受慘重損失。
戰役後，十九軍番號撤裁，陳儀遭到撤職，殘軍縮編改名為國民革命軍暫編第15師，師長余憲文。同年5月7日，暫15師部隊撥入國民革命軍第19師（國民革命軍第六軍）充實部隊，由浙江陸軍第一師改組的十九軍就此消滅。

## 陝西陸軍系統（1927）
1922年陕西靖国军总司令部直辖步兵营营长高桂滋率部随陕西陆军第1师胡景翼出潼关。1924年高桂滋部扩编为胡景翼国民二军补充第3旅。1927年5月在河南改编为国民革命军暂编第十九军，高桂滋任军长，刘礽祺任参谋长，辖
- 第1师，王守义任师长；
- 第2师，邢肇棠任师长；
- 第3师，刘天禄任师长。

1927年底，该军變更名稱為国民革命军第四十七军。 

## 新桂系系統（1927）
1927年春，新桂系李宗仁率領国民革命军第七军麾下4個旅投入北伐戰爭，其中由胡宗铎指揮的第7旅因戰功升格改編為第七军第2师，在北伐軍攻佔南京後，第七軍第2師继续北伐连克蚌埠、徐州等地，进至山东临城。胡率部回师至芜湖转南京整训。1927年8月，李宗仁以第7军第2师、併吞國民革命軍第十五軍第2師，另增編2个独立团，合組為扩编为国民革命军第十九军，此時的十九軍下轄。
- 第1师，陶钧任师长；
- 第2师，李宜煊任师长；
- 第3师，郑重任师长。

1927年11月，十九軍在寧漢戰爭擊潰唐生智部隊，佔領武汉，且併吞了十五軍第三師（師長程汝懷）強化戰力。1928年2月，该军3个师番号该为第59、第60、第61师。1928年10月，国民革命军进行整编，十九軍編併為國民革命軍第16師。师长胡宗铎，副师长程汝怀。因蔣桂戰爭戰敗，16師遭到支解，殘部改編為國民革命軍獨立第二旅，在中原大戰前夕調入國民革命軍第一軍，成為第一軍下轄獨立旅，旅長彭進之。

## 投降東北軍的山西軍閥系統（1934—1948）
中原大戰後，山西軍閥首領阎锡山通電下野，山西軍閥的控制區一度由東北軍所控制。張學良將投降他的山西軍閥部隊重組，稱為東北邊防軍第9師，師長李生達，下轄第17旅（旅長陳長捷少將）、第18旅，兩旅皆為2團制部隊，實際戰力未滿5000人。九一八事件後，因東北軍失去根據地，尚留在關內的東北軍接受國民政府重編，邊防軍第9師改名為國民革命軍第72師，李生達續任師長，下轄2旅。
民國二十三年（1934）10月27日，國民政府決定將72師擴編，並給予國民革命軍第十九軍之代號牽制復出的閻錫山。军长李生达，隶属太原绥靖公署。新建軍時僅有72師，師長由李生達兼任。民國二十五年（1936）李生达遭部下刺杀身亡，王靖国接任该军军长，霍原璧任副军长，國民政府將同樣屬於山西軍閥系統並投靠東北軍的國民革命軍陸軍第三十四軍中的國民革命軍第70師補入十九軍序列列：
- 第70师，师长王靖国兼任；1939年8月隶新进成立之暂编第一军。
- 第72师，师长陈长捷（原为第208旅旅长）。

抗日战争爆发后，1937年8月第72师与独4旅合编为预备第一军，军长陈长捷，在代县集结。平型关战役时在鹞子沟和团城口与日军战斗12个昼夜。1937年10月预一军改称第六十一军（仅辖第72师），陈长捷任中将军长。第十九军辖：
- 第68师，师长孟宪吉(独8旅旅长）/刘召棠（第203旅旅长）/郭天辛
- 第210旅 旅长史泽波。扩编为暂编第37师。师长杨文彩
- 第217旅 旅长刘效增。扩编为暂编第38师，师长钟友德。

1939年8月王靖国升任第13集团军总司令，副军长孟宪吉继任军长。1940年3月孟宪吉辞职，副军长梁培璜继任军长。1941年3月28日，梁培璜升任第6集团军副总司令，刘召棠接任军长，副军长艾子谦（第203旅参谋长）。
1943年暂编第38师与国民革命军第三十三军暂编第42师(阎俊贤)对调。1944年1月史泽波继任军长。
1945年8月上党战役，军长史泽波、第68师师长郭天辛、暂编第37师师长杨文彩等被俘。
上党战役后，第二十三军、第八十三军两军撤销，余部编为第68师、暂编第37师，重建第十九军。1945年10月第二十三军军长许鸿林任第十九军军长，于镇河任副军长，萧树亭任参谋长。
- 第68师，师长武士权；
- 暂编第37师，师长雷仰汤；
- 暂编第40师：师长许森。第二十三军暂编第40师改隶第十九军。

1947年许鸿林调任山西省保安司令，第2战区副司令长官杨爱源兼任该军军长。杨爱源改任绥靖公署副主任，副军长于镇河继任军长。晋中战役中，军部及暂编第37师全部，暂编第40师大部欠一个团被歼灭，军参谋长赵俊明、副参谋长李又唐、暂编第37师师长雷仰汤、副师长赵珩等被俘，暂编第40师副师长卓和鸣阵亡。
晋中战役后，军长于镇河调任大同警备司令，温怀光继任该军军长，副军长许森，参谋长萧荫轩。1948年12月温怀光升任第10兵团副司令，曹国忠继任该军军长，隶属第10兵团。
- 第68师，师长武士权；
- 暂编第40师改称第274师，师长许森；
- 新组建第277师，师长曹国忠兼任。

## 中央军系統
1949年10月，在舟山群岛重建。军长刘云瀚。軍代稱為飛馬部隊。1950年5月舟山撤退往运台湾。。第十九軍成立於1949年10月廣東省汕頭市，該軍轄陸軍第13師（師長吳垂昆）、14師（師長羅錫疇）及18師（師長尹俊），10月中，陸軍十九軍由汕頭海運增援金門。